# Helichrysum polioides
Helichrysum polioides là một loài thực vật có hoa trong họ Cúc. Loài này được B.L.Burtt mô tả khoa học đầu tiên năm 1986.